# Dassault Étendard IV
De Dassault Étendard IV was een marineaanvalsjager van Dassault Aviation, voornamelijk ontwikkeld om te opereren vanaf Franse vliegdekschepen en eveneens vanaf het land.

## Geschiedenis
Begin jaren 50 van de 20e eeuw had de Franse defensie behoefte aan een lichte aanvalsjager voor de luchtmacht; ook had de NAVO behoefte aan een standaard jachtvliegtuig.
De ontwerper Marcel Dassault gebruikte van een basisontwerp twee variaties en maakte de prototypes Étendard II voor de luchtmacht en Étendard IV voor de NAVO. Hij kreeg voor beide ontwerpen echter geen bestellingen.
Om de interesse van de Franse marine te krijgen bouwde Dassault een marineversie van de Étendard IV, de IV/M(aritime). De eerste vlucht van dit toestel was in 1958. Dit resulteerde in een bestelling voor 69 Étendard IV/M-marineaanvalsjagers en voor 21 Étendard IV/P-fotoverkenners.
Vanaf 1962 werden de toestellen operationeel op de Franse vliegdekschepen van de Clémenceau-klasse. Voor groot onderhoud of andere operationele reden waren de toestellen gelegerd op de vliegbases Fréjus, Saint-Raphaël en Landivisiau.
Omdat de Étendard zijn naam eer aandeed en alleen standaardprestaties neerzette, werd er in 1970 naar een vervanger gezocht. Even hoopte men op een mogelijke marineversie van de toen net in ontwikkeling zijnde Sepecat Jaguar, maar toen dit ontwerp vanwege politieke problemen met Verenigd Koninkrijk werd afgeblazen kwam Dassault met een upgrade, de Super Étendard.
Bij de geleidelijke invoering van de Super Étendard werden de Étendard IV/M’s uitgefaseerd en tijdelijk op de vliegbasis Fréjus St-Raphael ondergebracht. De laatste IV/M-toestellen werden in 1991 tegelijk met de sluiting van deze basis uitgefaseerd; enkele Étendard IV/P-fotoverkenners bleven echter nog operationeel tot 2004 en hebben diverse actievluchten gemaakt boven Kosovo.

## Externe links

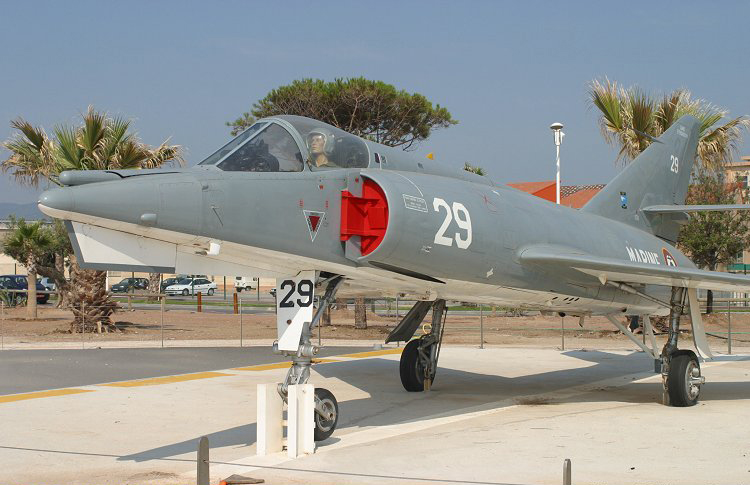
Etendard IVM op de boulevard in Fréjus